# Тито Беличанец
Тито Беличанец (на македонска литературна норма: Тито Беличанец) е политик от Социалистическа Република Македония, университетски професор и публицист.

## Биография
Роден е на 24 юли 1946 година в град Прилеп. Потеклото му е от село Белица, откъдето и идва презимето. Завършва основно училище и гимназия в Скопие. През 1969 година завършва Юридическия факултет на Скопския университет, направление „политология“. До 1970 година работи в Съюза на младежта на Македония като научен работник. На 1 март 1970 е приет за стажант в Юридическия факултет в Скопие, а през юни става асистент по организация и самоуправление в работните организации. От 1977 година преподава в Скопския и Битолския университет. Нa 19 октомври 1979 годинa защитава докторска дисертация на тема: „Институционалният облик на самоуправно сдруженият труд” и става доктор на юридическите науки. Същата година става доцент, а през 1985 извънреден професор. В края на 1991 година е избран за редовен професор по бизнес право. В периода 1986-1990 година е член на Изпълнителния съвет на СРМ.